# سوئن پیترسن
سوئن پیترسن (دانمارکی: Søren Petersen; ۶ دسامبر ۱۸۹۴ – ۱ ژانویهٔ ۱۹۴۵) بوکسور اهل دانمارک بود.